# 弗朗西斯·巴克
弗朗西斯·皮奥·博·巴克（Francis Piol Bol Bok，1979年2月—），是丁卡部落成员、南苏丹人，曾被奴役，是一名废奴主义者暨作家。1986年5月15日，时值第二次蘇丹內戰，在一次阿拉伯民兵突袭南苏丹村落尼姆莱奥（Nymlal）的行动中，年仅7岁巴克被俘获，并且成为奴隶。巴克被迫在苏丹科尔多凡做了10年债役，之后成功逃脱囚禁，并经由埃及开罗前往美国。
巴克曾經在美国参议院听证会上作证，受到总统乔治·W·布什、国务卿马德琳·奥尔布赖特和康多莉扎·赖斯接见，向他们讲述自己的奴隶生涯。他受到美国奥委会、波士顿凯尔特人、美国及加拿大诸多学院及大学的嘉奖。巴克现時居于美国堪萨斯，为美国反奴隶制组织（AASG）和旨在恢复苏丹和平的“苏丹日出”组织工作。他的自传《逃离奴役：我被俘十年和前往美国自由之路的真实故事》（Escape from Slavery: The True Story of My Ten Years in Captivity and My Journey to Freedom in America），讲述自己的10年奴隶生活和前往美国获得自由并成为废奴主义者经历，已由圣马丁出版社出版。

## 童年及被俘
弗朗西斯·巴克成长于南苏丹一个信奉天主教的丁卡族家庭。其父博·布克·多（Bol Buk Dol）拥有大量的牛群和羊群。在1986年5月15日，巴克被俘的时候，年仅7岁的他对于外界知之甚少。

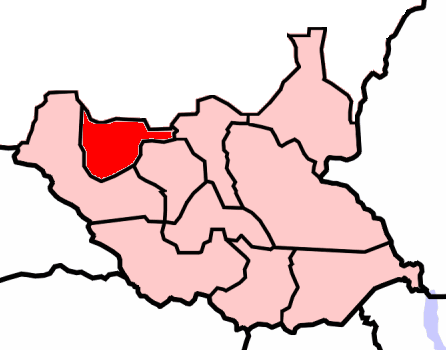
尼姆莱奥村的位置

当时，巴克的母亲阿达克·阿尔·阿卡克（Adut Al Akok）让他和几个兄长、邻居一起到尼姆莱奥村的市集上，出售一些鸡蛋和花生。这是巴克第一次离开母亲，被允许到市集去卖东西。到了市集上，巴克听到很多大人谈论看到附近村落冒起的烟，并且听到远处传来枪击声。之后弗朗西斯看到骑着马带着机枪的人冲入市集，人群纷纷逃散。这次袭击是由北部苏丹的一个伊斯兰民兵组织发起的，他们时常侵袭撒哈拉以南非洲后裔、信仰基督教或泛靈論的丁卡族村落。

## 被奴役的日子
巴克成为民兵组织成员吉马（Giemma）的战利品，他连同其他奴隶、偷盗来的物品、牲口都被装入一个大篷车中。在被押到吉马家中后，他被俘获者的孩子用棍棒殴打，并被称作“abeed”（阿拉伯语：奴隶，贬义，常指尼格罗人种）。弗朗西斯被安排住在吉马牲口棚旁的一个茅舍内，开始了自己的10年奴隶生活。
吉马和他的儿子哈米德（Hamid）强迫弗朗西斯照料家中的牲口，他要将牲口带到附近的草场和水井处，在那里他遇到了其他被奴役的丁卡族儿童。他尝试和这些孩子交流，但却无果而终，因为他们只会说他听不懂的阿拉伯语。据巴克描述，在他逐渐长大后，他的主人们开始更加信任他照料牲口的能力，照顾牛群、马、骆驼的任务也交给了他，并且他可以摆脱监视、独自照看牲口了。在成为奴隶期间，吉马还强迫弗朗西斯改信伊斯兰教，并给他起了阿拉伯名字阿卜杜勒·拉赫曼（Abdul Rahman，意为“善人的奴仆”）。

## 逃离
14岁时（1993年），巴克曾经两度试图逃跑。第一次是某天早晨，在他把牛群赶出去之后。巴克盲目地沿着一条道路跑了好几英里后，被同在民兵组织的成员捕获并交还吉马。在两天之后，巴克再次试图逃跑，这一次他沿着之前相反的方向前进，并通过树林隐藏行踪。这次他跑出几英里后，在附近一个溪流处喝水，却正巧被路过的吉马本人撞见。再次被抓回后，吉马威胁要杀掉他。被再次鞭打之后，吉马决定不杀他，因为弗朗西斯作为家奴有很大的价值。
巴克等待了3年，直到1996年才再度尝试逃跑。在此期间，他继续照看牲口，并重获吉马的信任。在一次穿过森林前往穆塔里镇上集市的途中，17岁的巴克终于成功逃离。他前往当地警察部门寻求帮助，却被穆斯林警察当作奴隶使唤了2个月。
在从警察局逃出后，巴克得到一位反对奴隶制的阿布达（Abdah）的帮助。阿布达让巴克藏在自己的卡车中，将他带到名叫Ed-Da'Ein的城镇。巴克在那里和阿布达一家居住了2个月，期间后者一直在想办法将巴克带到苏丹首都喀土穆。在四处求助朋友无果后，他为巴克买了一张前往喀土穆的巴士票。身无分文的巴克在一位陌生人的帮助下找到了居住在喀土穆的丁卡人聚居区贾巴罗纳（Jabarona）。

## 前往美国之路
贾巴罗纳充斥着逃离南部苏丹战乱的丁卡族难民，他们被迫聚居于此，生活条件恶劣。巴克在此暂时安顿下来，并恢复使用自己的基督教名弗朗西斯。巴克很快因为告诉他的朋友和邻居自己曾是奴隶而被苏丹警方逮捕。奴隶制是一个苏丹喀土穆政权极力否认的话题，任何谈及此事的人都可能被逮捕，甚至遭到杀害。巴克在监禁期间被多次审讯，在每次审讯中他都否认自己是奴隶。7个月后他终于得到释放。走出监狱的巴克当即决定，自己必须离开苏丹。在一些丁卡族人的帮助下，他通过黑市拿到了苏丹护照，并得到前往开罗的签证。
1999年4月，来到开罗的巴克被指引前往圣心天主教会（Sacred Heart Catholic Church），他在那里开始学习英文并同当地的丁卡人取得联系。他最终离开教会，搬到一间公寓中，这里住着其他希望寻求联合国难民身份，以离开非洲前往美国、英国、澳大利亚的丁卡人。
1999年8月13日，巴克乘飞机前往纽约市，之后转机前往北达科他州法戈。9月15日，巴克获得联合国难民身份，在等待数月后，美国移民及归化局同意了他定居美国的申请。他的旅费由美国路德派教会和联合卫理公会共同赞助，他们还帮助他找到了住处并工作。在经历数月、换了多个工作后，巴克听说在艾奥瓦州艾姆斯有很多丁卡人，便搬到那里。在那里，美国反奴隶制组织的创始人查尔斯·雅各布斯联系上了他。

## 作为废奴主义者
2000年5月14日，在杰西·萨奇和雅各布斯的劝说和坚持下，巴克搬到了波士顿，为美国反奴隶制组织工作。一周后，他受邀在波士顿罗克斯伯里区的浸信会教会演讲。两天后，他要求前往华盛顿特区国会大厦前同美国反奴隶制组织的支持者见面。9月28日，他重返华盛顿，成为首个在美国参议院外交关系委员会作证的逃亡奴隶。2002年，巴克再次因《苏丹和平法案》签署被邀请到华盛顿，并得到时任总统乔治·W·布什的接见，这也成为19世纪以来美国总统首次在白宫接见的前奴隶。
巴克现在同自己的妻子阿塔克（Atak），子女布克（Buk）和戴（Dhai）住在堪萨斯州。

## 传记
- Bok, Francis; Tivnan, Edward.  1st edition. New York, New York: St. Martin's Press. 2003  [2008]. ISBN 0-312-30623-7.

## 延伸阅读
- 书评：Francis Bok's Escape from Slavery and Contemporary Slave Narratives 作者Joe Lockhard，写于2004年6月
- The Dick Staub Interview: Francis Bok is Proof that Slavery Still Exists （页面存档备份，存于） Christianity Today Magazine 2003年10月1日